# .17 Hornet
.17 Hornet це гвинтівковий набій центрального запалення .17 калібру запропонований в якості "кустарного набою", який розробив П.О. Еклі на початку 1950-х років. Він створим цей кустарний набій шляхом обтискання набою .22 Hornet до .17 калібру і сформувавши за допомогою вибуху нову конструкцію гільзи. В результаті з'явився невеликий тихий набій з високою швидкістю. Еклі називав його найбільш збалансованим набоєм .17 калібру того часу.
Через шістдесят років компанія Hornady Manufacturing Company (Гранд-Айленд, Небраска, США) перетворила ідею Еклі на комерційний продукт зі схожим набоєм; набій .17 Hornady Hornet має кулю вагою 1,3 г "Superformance" V-max зі швидкістю 1113 м/с.
Проте, новий набій та гільза мають не такі самі параметри, як оригінальний кустарний набій. Набій Hornady має коротший корпус з меншою конусністю та меншу загальну довжину гільзу, хоча повна довжина набою з кулею дорівнює довжині набою .22 Hornet (для розміщення в стандартних магазинах Hornet). Стрільці, які використовують набій .17 Hornady Hornet в патронниках .17 Ackley Hornet, стикаються з тим, що куля перескакує по нарізам і втрачає частину точності, якою відомий набій.
Повідомлялося, що набій .17 Hornady Hornet має більш товстий фланець, ніж оригінальна гільза Hornet. Проте, в дев'ятому виданні Hornady Handbook of Cartridge Reloading зазначено, що фланці однакові (.065 дюйми); вимірювання фланців справжніх заводських гільз показує, що довідник Hornady прав. Більш того, у Еклі в книзі Pocket Manual for Shooters and Reloaders зазначено, що товщина фланцю цього кустарного набою коливається між .069" та .063", що узгоджується з довідником Hornady. Дзеркальний зазор обох набоїв розраховують по фланцю.
У той час як набій Еклі має кут плеча 30 градусів, а набій Hornady – 25 градусів, його довше плече вміщується в більший корпус гільзи Еклі. Вогневе формування витягує плече набою Hornady за рахунок збільшення довжини дульця. 
Є ще одна проблема з розміром: згідно з керівництвом Еклі, його кустарний набій має розмір всього .289 дюйма через плече, у той час як заводський набій Hornady має розмір .294". З цієї причини об'єм гільзи Hornady майже дорівнює набою Еклі. Оскільки конусність гільзи на п'ять тисячних менша, нові гільзи .17 Hornady Hornet можуть не підходити патроннику Еклі без зміни розміру по всій довжині.
Для використання нового набою .17 Hornady Hornet в гвинтівках під кустарний набій Еклі треба зменшити ствол на один оберт, що задовольняє стандарту Інституту виробників спортивної зброї та боєприпасів (SAAMI) для набою .17 Hornet. Це вирішує проблему стрибка кулі та покращує доступність боєприпасів з мінімальним ризиком зниження продуктивності.